# Corriente continua

Representación de la tensión en corriente continua.

La corriente continua (abreviada CC en español, así como DC en inglés) se refiere al flujo continuo de carga eléctrica a través de un conductor entre dos puntos de distinto potencial y carga eléctrica, que no cambia de sentido con el tiempo. A diferencia de la corriente alterna, en la corriente continua las cargas eléctricas circulan siempre en el mismo sentido. Aunque comúnmente se identifica la corriente continua con una corriente constante, es continua toda corriente que mantenga siempre la misma polaridad, así disminuya su intensidad conforme se va consumiendo la carga (por ejemplo cuando se descarga una batería eléctrica).
También se dice corriente continua cuando los electrones se mueven siempre en el mismo sentido, el flujo se denomina corriente continua y va (por convenio) del polo positivo al negativo.

## Historia

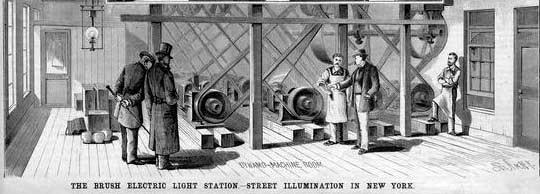
La central eléctrica de la Brush Electric Company con dínamos generaba corriente continua para encender las lámparas de arco para el alumbrado público en Nueva York. Comenzó a funcionar en diciembre de 1880 en la 133 West Twenty-Fifth Street, y los altos voltajes con los que operaba le permitieron alimentar un circuito de 3,2 km de largo.

La corriente continua se produjo en 1800 por la batería del físico italiano Alessandro Volta, su pila voltaica. En ese momento no se entendió la naturaleza de por qué fluía la corriente. El físico francés André-Marie Ampère conjeturó que la corriente viajaba en un sentido, desde un positivo a un negativo. Cuando el fabricante francés de instrumentos Hippolyte Pixii construyó el primer generador dinamoeléctrico en 1832, descubrió que cuando el imán pasaba entre los bucles de alambre cada media vuelta, causaba que el flujo de electricidad se invirtiera, generando una corriente alterna. Por sugerencia de Ampère, Pixii luego agregó un conmutador, un tipo de «interruptor» en el que los contactos en el eje trabajan con los contactos del «cepillo» para producir corriente continua.
A fines de la década de 1870 y principios de la década de 1880, se comenzó a generar electricidad en las centrales eléctricas. Estas se configuraron inicialmente para alimentar la luz de arco (un tipo popular de alumbrado público) que funciona con corriente continua de muy alta tensión (generalmente de más alta de 3000 voltios) o corriente alterna. Esto fue seguido por el uso generalizado de corriente continua de baja tensión para el alumbrado eléctrico interior en empresas y hogares después de que el inventor Thomas Edison lanzase su «utilidad» eléctrica basada en bombillas incandescentes en 1882. Debido a las ventajas significativas de la corriente alterna sobre la corriente continua al usar transformadores para elevar y disminuir los voltajes para permitir distancias de transmisión mucho más largas, La corriente continua fue reemplazada en las próximas décadas por la corriente alterna en la entrega de energía. A mediados de la década de 1950, se desarrolló la transmisión de corriente continua de alta tensión, y ahora es una opción en lugar de los sistemas de corriente alterna de alto voltaje de larga distancia. Para cables submarinos de larga distancia (por ejemplo, entre países, como el cable NorNed), esta opción de CC es la única opción técnicamente viable. Para las aplicaciones que requieren corriente continua, como los sistemas de energía del tercer riel, la corriente alterna se distribuye a una subestación, que utiliza un rectificador para convertir la potencia en corriente continua.

## Conversión de corriente alterna en continua

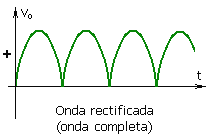
Tensión de salida de un rectificador de onda completa.

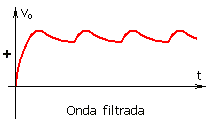
Filtrado para atenuar el rizado de la tensión rectificada mediante un condensador, conformando un circuito RC (filtro de condensador).

Muchos aparatos necesitan corriente continua para su funcionamiento, en particular, los que utilizan componentes electrónicos activos como por ejemplo, transistores y circuitos integrados que constituyen la base de la electrónica (equipos audiovisuales, ordenadores, etc). Para ello se utilizan fuentes de alimentación que rectifican y convierten la tensión a una adecuada.
Este proceso de rectificación, se realiza mediante dispositivos llamados rectificadores, antiguamente basados en el empleo de tubos de vacío y actualmente, de forma casi general incluso en usos de alta potencia, mediante diodos semiconductores o tiristores.

## Polaridad
Generalmente los aparatos de corriente continua no suelen incorporar protecciones frente a un eventual cambio de polaridad, lo que puede acarrear daños irreversibles en el aparato. Para evitarlo, y dado que la causa del problema es la colocación inadecuada de las baterías, es común que los aparatos incorporen un diagrama que muestre cómo deben colocarse; así mismo, los contactos se distinguen empleándose convencionalmente un muelle metálico para el polo negativo y una placa para el polo positivo. En los aparatos con baterías recargables, el transformador - rectificador tiene una salida tal que la conexión con el aparato sólo puede hacerse de una manera, impidiendo así la inversión de la polaridad. En la norma sistemática europea el color negro corresponde al negativo y el rojo al positivo.
En los casos de instalaciones de gran envergadura, por ejemplo,  centrales telefónicas y otros equipos de telecomunicación, donde existe una distribución centralizada de corriente continua para toda la sala de equipos se emplean elementos de conexión y protección adecuados para evitar la conexión errónea de polaridad.

## Circuitos
Un circuito de corriente continua es un circuito eléctrico que consta de cualquier combinación de fuentes de tensión constante, fuentes de corriente constante y resistencias. En ese caso, las tensiones y corrientes del circuito son independientes del tiempo. Una tensión o corriente de circuito particular no depende del valor pasado de ninguna tensión o corriente de circuito. Esto implica que el sistema de ecuaciones que representan un circuito de corriente continua no incluye integrales ni derivadas respecto al tiempo.
Si se añade un condensador o inductor a un circuito de CC, el circuito resultante no es, estrictamente hablando, un circuito de CC. Sin embargo, la mayoría de estos circuitos tienen una solución de corriente continua. Esta solución proporciona tensiones y corrientes del circuito cuando el circuito está en estado estacionario de CC. Este circuito está representado por un sistema de ecuaciones diferenciales. La solución de estas ecuaciones normalmente contiene una parte variable en el tiempo o transitoria así como una parte constante o estacionaria. Esta parte en estado estacionario es la solución de corriente continua. Hay algunos circuitos que no tienen solución de corriente continua. Dos ejemplos sencillos son una fuente de corriente constante conectada a un condensador y una fuente de tensión constante conectada a un inductor.
En electrónica, es habitual referirse a un circuito alimentado por una fuente de tensión de CC, tales como una batería o la salida de una fuente de alimentación de CC como circuito de CC, aunque lo que se quiere decir es que el circuito está alimentado por CC.
En un circuito de corriente continua, una fuente de alimentación (por ejemplo, una batería, un condensador, etc.) tiene un terminal positivo y negativo, y de igual modo, la carga también tiene un terminal positivo y negativo. Para completar el circuito, las cargas positivas deben fluir de la fuente de alimentación a la carga. Entonces, las cargas volverán al terminal negativo de la carga, que después volverá al terminal negativo de la batería, completando el circuito. Si se desconecta el terminal positivo o negativo, el circuito no estará completo y las cargas no fluirán.
En algunas aplicaciones de circuitos de corriente continua, la polaridad no importa, lo que significa que se puede conectar positivos y negativos hacia atrás y el circuito todavía estará completo y la carga seguirá funcionando normalmente. Sin embargo, en la mayoría de aplicaciones de corriente continua, la polaridad sí importa, y conectar el circuito hacia atrás hará que la carga no funcione correctamente.

## Aplicaciones
La corriente continua se utiliza normalmente para aplicaciones donde necesitamos un bajo voltaje, especialmente donde la energía es producida por pilas o por sistemas de energía solar (celdas fotoeléctricas), ya que ambos sólo producen CC. En un circuito con corriente continua, es importante no cambiar la polaridad, a menos que el dispositivo tenga un diodo que lo permita (la mayoría de dispositivos no lo permiten).

### Edificios domésticos y comerciales

Este símbolo que se puede representar con el carácter Unicode 2393 (⎓) se encuentra en muchos dispositivos electrónicos que requieren o producen corriente continua.

La CC se encuentra comúnmente en muchas aplicaciones de voltaje extra bajo y algunas aplicaciones de bajo voltaje, especialmente cuando funcionan con sistemas de baterías o energía solar (ya que ambos pueden producir solo CC).
La mayoría de los circuitos o dispositivos electrónicos requieren una fuente de alimentación de CC.
Las instalaciones domésticas de CC suelen tener distintos tipos de enchufes, Conectores, interruptores y aparatos de iluminación de los adecuados para corriente alterna. . Esto se debe principalmente a los voltajes más bajos utilizados, lo que resulta en corrientes más altas para producir la misma cantidad de potencia.
Generalmente, es importante con un aparato de CC observar la polaridad, a menos que el dispositivo tenga un puente de diodo para corregir esto.
EMerge Alliance es la asociación industrial abierta que desarrolla estándares de distribución de energía CC en casas híbridas y edificios comerciales.

### Automoción
La mayoría de aplicaciones de automoción utilizan CC. Una batería de automóvil proporciona energía para el arranque del motor, la iluminación, el sistema de encendido, los controles de climatización y el sistema de infoentretenimiento, entre otros. El alternador es un dispositivo de CA que utiliza un rectificador para producir CC para cargar la batería. La mayoría de los vehículos de pasajeros por carretera utilizan nominalmente sistemas de 12V. Muchos camiones pesados, equipos agrícolas o equipos de movimiento de tierras con motor diesel utilizan sistemas de 24 voltios. En algunos vehículos más antiguos, se utilizó 6 V, como en el clásico Volkswagen Escarabajo. En un momento dado, se consideró un sistema eléctrico de 42 V para los automóviles, pero esto encontró poco uso. Para ahorrar peso y cable, a menudo el marco metálico del vehículo se conecta a un polo de la batería y se utiliza como conductor de retorno en un circuito. A menudo, el polo negativo es la conexión "en el suelo" del chasis, pero la tierra positiva se puede utilizar en algunos vehículos de ruedas o marinos.
En un vehículo eléctrico de batería, normalmente existen dos sistemas de corriente continua separados. El sistema de corriente continua de "baja tensión" funciona normalmente a 12 V y tiene el mismo propósito que en un vehículo con motor de combustión interna. El sistema de "alta tensión" funciona a 300-400 V (según el vehículo) y proporciona la energía para los motores de tracción. El aumento de la tensión de los motores de tracción reduce la corriente que circula por ellos, aumentando la eficiencia.

### Telecomunicaciones
Los equipos de comunicación de la central telefónica utilizan una fuente de alimentación estándar de −48 V CC. La polaridad negativa se consigue mediante la puesta a tierra del terminal positivo del sistema de alimentación y el banco de la batería (electricidad). Esto se hace para evitar deposiciones de electrólisis. Las instalaciones telefónicas disponen de un sistema de baterías para garantizar el mantenimiento de la alimentación de líneas de abonado durante las interrupciones del suministro eléctrico.
Se pueden alimentar otros dispositivos desde el sistema de CC de telecomunicaciones mediante un convertidor DC a DC para proporcionar cualquier voltaje conveniente.
Muchos teléfonos se conectan a un par trenzado de cables y utilizan una tee de polarización para separar internamente el componente de CA de la tensión entre los dos cables (la señal de audio) del componente de CC. de la tensión entre ambos cables (utilizado para alimentar el teléfono).

### Transmisión de energía de alta tensión
Los sistemas de transmisión de energía eléctrica de corriente continua de alta tensión (HVDC) utilizan DC para la transmisión masiva de energía eléctrica, en contraste con los sistemas de corriente alterna más comunes. Para la transmisión a larga distancia, los sistemas HVDC pueden ser menos costosos y sufrir pérdidas eléctricas más bajas.

### Otros
Las aplicaciones que utilizan pilas de combustible (mezclar hidrógeno y oxígeno junto con un catalizador para producir electricidad y agua como subproductos) también producen sólo DC.
Los sistemas eléctricos de aviones ligeros suelen ser de 12 V o 24 V DC similares a los de los automóviles.